# 해나 스토킹
해나 스토킹(Hannah Stocking, 1992년 2월 4일 ~ )은 미국의 인터넷 유명인, 모델이다. 2013년, 바인에서 활동을 시작하며 이름을 알려나갔다.